# Maxi Sánchez
Maximiliano Sánchez Agüero (Villa Mercedes, Argentina; 15 de diciembre de 1986), más conocido como Maxi Sánchez, es un jugador de pádel argentino conocido como Tiburón por su coraje en la pista. Actualmente ocupa la 11.ª plaza en el ranking World Padel Tour.
Su pareja deportiva actual es Xisco Gil.

## Carrera
Maxi empezó a jugar al pádel a la edad de 8 años animado por sus padres. En 2006 se convirtió en profesional.

### 2013-2014
Su verdadera progresión comenzó en 2013 junto a Sanyo Gutiérrez con quien en 2013 y 2014 ganó el Master Finals de Madrid. También ganaron otros torneos, como el Open de Buenos Aires.

### 2015
Después de que la pareja formada por Fernando Belasteguín y Juan Martín Díaz se separase en 2015, Maxi formó pareja deportiva junto a Juan Martín, realizando una temporada muy irregular y estando a la sombra de la pareja formada por Fernando Belasteguín y Pablo Lima. A pesar de todo, ganaron el Master Final al vencer en la final a Ramiro Moyano y Maxi Grabiel.

### 2016
En 2016 forma pareja deportiva con Matías Díaz, con quien ha ganado el Mendoza Open en 2016.
Este año ganó el Mundial de Pádel, disputado en Portugal, con la selección de Argentina, a pesar de perder su partido junto a Agustín Gómez por 6-1 y 6-0.

### 2017
En 2017, Matías Díaz siguió siendo su pareja deportiva. Su primera final de la temporada llegó en el Mijas Open, en el que perdieron ante Franco Stupaczuk y Cristián Gutiérrez por 7-5, 4-6 y 4-6.
En el siguiente torneo, en Gran Canaria, volvieron a llegar a la final, volviéndola a perder frente a los mismos rivales que en Mijas por un 7-5 y 6-1.
En el Zaragoza Open lograron acceder a su tercera final de la temporada tras vencer a la pareja N.º 2 del mundo, formada por Paquito Navarro y Sanyo Gutiérrez por un 6-3, 2-6 y 7-5. En la final cayeron derrotados por un 6-4 y 6-2 frente a Fernando Belasteguín y Pablo Lima.
En el último torneo de la temporada, disputado en Bilbao, volvieron a acceder a una final tras vencer en semifinales a Paquito Navarro y a Sanyo Gutiérrez. En la final vencieron a Fernando Belasteguín y Pablo Lima por un 7-6, 4-6 y 6-1, logrando el primer título de la temporada.
En el Master Final volvieron a llegar a la final, pero ahí Bela y Lima se tomaron la revancha tras vencerles por 6-3 y 6-2.

### 2018
En 2018, Matías Díaz deja de ser su pareja deportiva, volviendo a jugar con Sanyo Gutiérrez después de tres años. En su primer torneo juntos, el Catalunya Master, se hicieron con la victoria, tras derrotar en la final a Juan Cruz Belluati y a Juan Lebrón por 6-4 y 6-2.
En el tercer torneo de la temporada, el Zaragoza Open, lograron su segunda victoria de la temporada al derrotar en la final a Paquito Navarro y a Juan Martín Díaz por 6-4, 6-7 y 6-3. Después, lograron el Jaén Open y llegaron a la final del Valladolid Open y del Valencia Master.
Después de que no llegasen a la final del Open Internacional de Bastad, lograron la victoria en el Mijas Open tras vencer en la final a Juan Lebrón y a Juan Cruz Belluati.
Tras lograr el sexto torneo en el Máster de Portugal, después de vencer a Miguel Lamperti y Juani Mieres por 7-6 y 7-5, Maxi Sánchez se colocó como número 1 del ranking, desbancando así a Pablo Lima de la primera plaza del World Padel Tour. Sanyo también escaló puestos y se situó en la segunda plaza, a escasos puntos de Maxi.
Ambos se coronaron campeones de la temporada 2018, siendo la primera vez en 16 años que la pareja N.º 1 del mundo no contenía el nombre de Fernando Belasteguín

### 2019
En 2019, Maxi y Sanyo siguieron juntos, logrando 5 torneos: Marbella, Logroño, Vigo, Menorca y México. También alcanzaron la final en Jaén y Madrid, terminando la temporada como la pareja N.º 2 del mundo, sólo por detrás de Paquito Navarro y Juan Lebrón.

### 2020
En una temporada alterada por la pandemia de COVID-19, Maxi Sánchez se separó de Sanyo Gutiérrez y volvió a formar pareja junto a Matías Díaz Sangiorgio, con quien no logró el nivel mostrado junto a Sanyo en las últimas 2 temporadas. Luego de alcanzar 2 semifinales, se separaron a mitad de temporada y Sánchez terminó jugando la última parte del año junto a Martín Di Nenno, con quien logró alcanzar las semifinales del Master Final de Menorca.

### 2021
A partir de 2021 formará pareja deportiva con Adrián 'Tito' Allemandi. Tras disputar el primer torneo del año, anuncian su separación y Sánchez comienza a jugar junto al argentino Luciano Capra

## Palmarés

### World Padel Tour

#### Títulos
| N.º | Año                      | Torneo             | Pareja           | Oponentes en la final                  | Resultado       |
| --- | ------------------------ | ------------------ | ---------------- | -------------------------------------- | --------------- |
| 1.  | 10 de noviembre de 2013  | Valencia           | Sanyo Gutiérrez  | Maxi Grabiel Miguel Lamperti           | 6-3 7-5 6-4     |
| 2.  | 24 de noviembre de 2013  | Villa Martelli     | Sanyo Gutiérrez  | Matías Díaz Cristian Gutiérrez         | 4-6 7-6 6-2 6-3 |
| 3.  | 22 de diciembre de 2013  | Masters WPT Madrid | Sanyo Gutiérrez  | Juan Martín Díaz Fernando Belasteguín  | 6-7 6-1 7-6 ab  |
| 4.  | 27 de julio de 2014      | Málaga             | Sanyo Gutiérrez  | Pablo de Lima Juani Mieres             | 4-6 6-4 6-2 6-4 |
| 5.  | 21 de diciembre de 2014  | Masters WPT Madrid | Sanyo Gutiérrez  | Juan Martín Díaz Fernando Belasteguín  | 7-6 5-7 7-5     |
| 6.  | 20 de diciembre de 2015  | Masters WPT Madrid | Juan Martín Díaz | Maxi Grabiel Ramiro Moyano             | 2-6 6-4 6-1     |
| 7.  | 6 de noviembre de 2016   | Mendoza            | Matías Díaz      | Sanyo Gutiérrez Paquito Navarro        | 6-4 7-5         |
| 8.  | 26 de noviembre de 2017  | Bilbao             | Matías Díaz      | Pablo Lima Fernando Belasteguín        | 7-6 4-6 6-1     |
| 9.  | 25 de marzo de 2018      | Badalona           | Sanyo Gutiérrez  | Juan Cruz Belluati Juan Lebrón         | 6-4 6-2         |
| 10. | 6 de mayo de 2018        | Zaragoza           | Sanyo Gutiérrez  | Juan Martín Díaz Paquito Navarro       | 6-4 6-7 6-3     |
| 11. | 27 de mayo de 2018       | Jaén               | Sanyo Gutiérrez  | Juan Martín Díaz Paquito Navarro       | 6-3 6-3         |
| 12. | 12 de agosto de 2018     | Mijas              | Sanyo Gutiérrez  | Juan Cruz Belluati Juan Lebrón         | 6-2 7-5         |
| 13. | 26 de agosto de 2018     | Andorra la Vieja   | Sanyo Gutiérrez  | Cristian Gutiérrez Franco Stupaczuk    | 5-7 6-4 6-4     |
| 14. | 23 de septiembre de 2018 | Lisboa             | Sanyo Gutiérrez  | Juani Mieres Miguel Lamperti           | 7-6 7-5         |
| 15. | 11 de noviembre de 2018  | Buenos Aires       | Sanyo Gutiérrez  | Adrián Allemandi Agustín Gómez Silingo | 6-7 6-4 6-2     |
| 16. | 25 de noviembre de 2018  | Murcia             | Sanyo Gutiérrez  | Pablo de Lima Paquito Navarro          | 2-6 7-5 6-3     |
| 17. | 24 de marzo de 2019      | Marbella           | Sanyo Gutiérrez  | Juan Lebrón Paquito Navarro            | 6-1 7-6         |
| 18. | 14 de abril de 2019      | Logroño            | Sanyo Gutiérrez  | Juan Lebrón Paquito Navarro            | 7-6 7-6         |
| 19. | 12 de mayo de 2019       | Vigo               | Sanyo Gutiérrez  | Juan Lebrón Paquito Navarro            | 6-3 6-4         |
| 20. | 13 de octubre de 2019    | Mahón              | Sanyo Gutiérrez  | Uri Botello Javier Ruiz                | 6-4 6-3         |
| 21. | 1 de diciembre de 2019   | México             | Sanyo Gutiérrez  | Juan Lebrón Paquito Navarro            | 7-6 6-2         |
| 22. | 27 de junio de 2021      | Valladolid         | Luciano Capra    | Federico Chingotto Juan Tello          | 6-3 6-4         |

#### Finales
| N.º | Año                      | Torneo               | Pareja           | Oponentes en la final                 | Resultado       |
| --- | ------------------------ | -------------------- | ---------------- | ------------------------------------- | --------------- |
| 1.  | 7 de octubre de 2012     | Sevilla              | Jordi Muñoz      | Pablo Lima Juani Mieres               | 3-6 3-6         |
| 2.  | 26 de mayo de 2013       | Madrid Master Final  | Sanyo Gutiérrez  | Juan Martín Díaz Fernando Belasteguín | 3-6 2-6 2-6     |
| 3.  | 21 de septiembre de 2014 | Sevilla              | Sanyo Gutiérrez  | Juan Martín Díaz Fernando Belasteguín | 3-6 3-6 1-6     |
| 4.  | 5 de octubre de 2014     | Lisboa               | Sanyo Gutiérrez  | Juan Martín Díaz Fernando Belasteguín | 4-6 4-6 1-6     |
| 5.  | 22 de noviembre de 2014  | San Fernando         | Sanyo Gutiérrez  | Maximiliano Grabiel Paquito Navarro   | 5-7 7-5 5-7 6-7 |
| 6.  | 30 de noviembre de 2014  | Córdoba              | Sanyo Gutiérrez  | Juan Martín Díaz Fernando Belasteguín | 1-6 7-5 3-6     |
| 7.  | 7 de junio de 2015       | Río Gallegos         | Sanyo Gutiérrez  | Pablo Lima Fernando Belasteguín       | 7-5 2-6 2-6     |
| 8.  | 19 de julio de 2015      | Palma de Mallorca    | Juan Martín Díaz | Pablo Lima Fernando Belasteguín       | 4-6 0-6         |
| 9.  | 2 de agosto de 2015      | Málaga               | Juan Martín Díaz | Pablo Lima Fernando Belasteguín       | 6-7 3-6         |
| 10. | 23 de agosto de 2015     | La Nucia             | Juan Martín Díaz | Pablo Lima Fernando Belasteguín       | 6-7 6-7         |
| 11. | 18 de octubre de 2015    | Villagarcía de Arosa | Juan Martín Díaz | Pablo Lima Fernando Belasteguín       | 4-6 4-6         |
| 12. | 3 de abril de 2016       | Gijón                | Matías Díaz      | Pablo Lima Fernando Belasteguín       | 1-6 4-6         |
| 13. | 24 de abril de 2016      | Valencia             | Matías Díaz      | Sanyo Gutiérrez Paquito Navarro       | 6-7 6-7         |
| 12. | 11 de septiembre de 2016 | Mónaco               | Matías Díaz      | Pablo Lima Fernando Belasteguín       | 3-6 2-6         |
| 13. | 30 de octubre de 2016    | Zaragoza             | Matías Díaz      | Pablo Lima Fernando Belasteguín       | 1-6 2-6         |
| 14. | 9 de julio de 2017       | Mijas                | Matías Díaz      | Cristian Gutiérrez Franco Stupaczuk   | 7-5 4-6 4-6     |
| 15. | 30 de julio de 2017      | Las Palmas           | Matías Díaz      | Cristian Gutiérrez Franco Stupaczuk   | 5-7 1-6         |
| 16. | 29 de octubre de 2017    | Zaragoza             | Matías Díaz      | Pablo Lima Fernando Belasteguín       | 4-6 2-6         |
| 17. | 17 de diciembre de 2017  | Madrid Masters WPT   | Matías Díaz      | Pablo Lima Fernando Belasteguín       | 3-6 2-6         |
| 18. | 24 de junio de 2018      | Valladolid           | Sanyo Gutiérrez  | Matías Díaz Alejandro Galán           | 5-7 6-3 3-6     |
| 19. | 8 de julio de 2018       | Valencia             | Sanyo Gutiérrez  | Pablo Lima Fernando Belasteguín       | 0-6 2-6         |
| 20. | 14 de octubre de 2018    | Granada              | Sanyo Gutiérrez  | Cristian Gutiérrez Franco Stupaczuk   | 6-2 6-7 2-6     |
| 21. | 16 de diciembre de 2018  | Madrid Master Final  | Sanyo Gutiérrez  | Pablo Lima Fernando Belasteguín       | 6-7 3-6         |
| 22. | 26 de mayo de 2019       | Jaén                 | Sanyo Gutiérrez  | Juan Lebrón Paquito Navarro           | 5-7 4-6         |
| 23. | 8 de septiembre de 2019  | Madrid               | Sanyo Gutiérrez  | Fernando Belasteguín Agustín Tapia    | 4-6 4-6         |
| 24. | 22 de mayo de 2022       | Copenague            | Luciano Capra    | Sanyo Gutiérrez Agustín Tapia         | 7-5 5-7 0-6     |

### Mundial
- Campeonato Mundial de Pádel de 2016
- Campeonato Mundial de Pádel de 2022